# ترور کاهیل
ترور کاهیل (انگلیسی: Trevor Cahill؛ زادهٔ ۱ مارس ۱۹۸۸) بازیکن بیس‌بال اهل ایالات متحده آمریکا است.
از باشگاه‌هایی که در آن بازی کرده‌است می‌توان به لس آنجلس آنجلز اشاره کرد.
وی در مسابقات کشوری و بین‌المللی در مجموع برندهٔ ۱ مدال برنز شده‌است.